# Kirsza Daniłow
Kirsza Daniłow (również Kirill Danilow, Kirill Danilowicz, żył w drugiej połowie XVIII wieku) – rosyjski artysta wędrowny, skomoroch, improwizator i zbieracz tradycji ludowych.  Eponimiczny autor zbioru bylin i poezji pod tytułem "Sbornik Kirszy Daniłowa", wydanego po raz pierwszy w 1804 roku; zebrał pieśni liryczne, duchowe i historyczne; razem zbiór zawierał 71 wierszy z dołączonymi do nich często nutami.    

## Redaktorzy, autorstwo
Uważa się, że zbiór powstał po 1742 roku, a P.A. Demidow przechował oryginał z 1768 roku. Zachowała się mianowicie kopia na papierze z lat 1760–1780. Redaktorem pierwszego wydania drukiem w 1804 roku był A.F.Jakubowicz, a nowe wydanie z 1818 roku redagował K.F. Kalajdowicz. Autorstwo "Sbornika" jest jednakże podważane, w szczególności jako możliwego autora wymienia się Aleksandra Daniłowicza Mieńszykowa.

## Wydania
- Кирши Данилова, «Древние русские стихотворения» (изданы в 1804, 1818 и 1878)
- ru.wiki
- Włodzimierz Mokry, Literatura i myśl filozoficzno-religijna ukraińskiego romantyzmu: Szewczenko, Kostomarow, Szaszkiewicz; Kraków 1996, zwłaszcza Rozdział III.